# Youth Novels
Youth Novels è l'album discografico di debutto della cantante svedese Lykke Li, pubblicato nel gennaio 2008 dalla LL Recordings (etichetta indipendente dell'artista) e distribuito da EMI.

## Descrizione
Il disco è stato prodotto da Björn Yttling (membro del gruppo Peter Bjorn and John) e coprodotto da Lasse Mårtén. Le registrazioni sono state effettuale presso tre studi di Stoccolma: l'Atlantis Studio, i Decibel Studios e l'Högalid Studio. Il primo singolo Little Bit è stato pubblicato il 24 settembre 2007, seguito da I'm Good, I'm Gone (14 gennaio 2008), Breaking It Up (5 maggio 2008) e Tonight (18 agosto 2008).

## Tracce
Musiche di Lykke Li e Björn Yttling.
Edizione standard
1. Melodies & Desires – 3:52 (testo: Lykke Li, Nils-Erik Sandberg)
2. Dance, Dance, Dance – 3:41 (testo: Lykke Li)
3. I'm Good, I'm Gone – 3:09 (testo: Lykke Li, Björn Yttling)
4. Let It Fall – 2:42 (testo: Lykke Li)
5. My Love – 4:36 (testo: Lykke Li)
6. Little Bit – 4:33 (testo: Lykke Li)
7. Hanging High – 4:07 (testo: Lykke Li)
8. This Trumpet in My Head – 2:36 (testo: Lykke Li, Nils-Erik Sandberg)
9. Complaint Department – 4:32 (testo: Björn Yttling)
10. Breaking It Up – 3:41 (testo: Lykke Li)
11. Time Flies – 3:21 (testo: Lykke Li)
12. Window Blues – 3:59 (testo: Lykke Li, Nils-Erik Sandberg)

Edizione speciale
1. Melodies & Desires – 3:52 (testo: Lykke Li, Nils-Erik Sandberg)
2. Dance, Dance, Dance – 3:41 (testo: Lykke Li)
3. I'm Good, I'm Gone – 3:09 (testo: Lykke Li, Björn Yttling)
4. Let It Fall – 2:42 (testo: Lykke Li)
5. My Love – 4:36 (testo: Lykke Li)
6. Tonight – 4:13 (testo: Lykke Li)
7. Little Bit – 4:33 (testo: Lykke Li)
8. Hanging High – 4:07 (testo: Lykke Li, Björn Yttling)
9. This Trumpet in My Head – 2:36 (testo: Lykke Li, Nils-Erik Sandberg)
10. Complaint Department – 4:32 (testo: Björn Yttling)
11. Breaking It Up – 3:41 (testo: Lykke Li)
12. Everybody but Me – 3:18 (testo: Lykke Li)
13. Time Flies – 3:21 (testo: Lykke Li)
14. Window Blues – 3:59 (testo: Lykke Li, Nils-Erik Sandberg)

Edizione speciale per iTunes
1. I'm Good, I'm Gone (Black Kids Remix) – 3:23
2. Little Bit (CSS Remix) – 4:40
3. Everybody but Me (DiskJokke Remix) – 7:31

Edizione deluxe per iTunes
1. I'm Good, I'm Gone (Black Kids Remix) – 3:23
2. Little Bit (CSS Remix) – 4:40
3. Everybody but Me (DiskJokke Remix) – 7:31
4. Little Bit (video) – 3:51
5. I'm Good, I'm Gone (video) – 3:10
6. Breaking It Up (video) – 3:40

## Formazione
- Lykke Li - voce
- Erik Arvinder - violino (5,10)
- John Eriksson - batteria (2, 12), percussioni (2, 3, 4, 9, 11), piatti (6), mellotron (11)
- Andreas Forsman - violino (5,10)
- Erik Holm - viola
- Per "Ruskträsk" Johansson - sax (1, 2, 4, 5), flauto (5)
- Neil Lipuma - tamburello (9)
- Lasse Martén - percussioni (10)
- Peter Morén - cori (5, 12)
- Markus Ollikainen - tromba (8)
- Walter Sear - theremin (1, 9, 12)
- Lars Skoglund - batteria (3, 5, 11), percussioni (3, 9), hi-hat (10)
- Henrik Söderquist - violoncello (5, 10)
- Björn Yttling - chitarra acustica (1-5, 7, 8, 12), celesta (1, 3, 7), cori (2, 5, 10, 12), pianoforte (1, 3, 7, 9-12), sintetizzatore (1, 3, 5, 8, 10), vibrafono (1), rullante (2), basso (3, 5, 9, 10), percussioni (3, 5, 6), batteria (4), clavicembalo (5, 7), tastiera, mandolino (6), battito di piedi (7), rocksichord (12)
- Johan "Zilverzurfarn" Zachrisson - chitarra acustica, battito di piedi (4)
- Mapei, Lissy Trullie - cori (3, 5, 9, 10)
- Dylan Von Wagner - cori (5)
- The Suzan - cori (10)